# Marchel Mihăescu
Marchel Mihăescu (n. 18 august 1959, satul Pîrlița, raionul Fălești) este un cleric ortodox din Republica Moldova, care îndeplinește în prezent demnitatea de Arhiepiscop al Eparhiei de Bălți și Fălești (aflându-se sub oblăduirea canonică a Patriarhiei Moscovei).

## Biografie
Nicolae Vladimirovici Mihăescu, originar într-o familie de țărani moldoveni, a obținut în anul 1977 calificarea de mecanic auto la Școala Profesională din Bălți.
În mai 1978 a fost încorporat pentru satisfacerea stagiului militar obligatoriu în Armata Sovietică și a servit ca șofer într-o trupă de tancuri. După demobilizare, în aprilie 1980, cu binecuvântarea arhiepiscopului Ionatan Kapolovici al Chișinăului și al Moldovei († 1990), a intrat ca frate la Mănăstirea Japca. În august 1981 s-a înscris la studii la Seminarul Teologic din Odessa, ale cărui cursuri le-a absolvit prin susținerea examenelor de diferență în 1985.
La data de 16 septembrie 1985, a fost hirotonit ca diacon necăsătorit de către arhiepiscopul Ionatan. Ulterior, la 3 ianuarie 1988 a fost tuns în monahism de către mitropolitul Serapion Fadeev al Chișinăului și al Moldovei († 1999), cu numele de Marchel, iar la 6 ianuarie același an a fost hirotonit ca ieromonah de către același ierarh. În vara anului 1988 a devenit student la sectorul extern al Academiei Teologice din Moscova, unde a urmat doi ani de studii, iar în anul 2000 s-a transferat la sectorul extern al Academiei Teologice din Kiev, absolvind în anul 2003.
În ziua de Paști a anului 1988, mitropolitul Serapion l-a ridicat la rangul de egumen și la 20 noiembrie același an la cel de arhimandrit. În perioada 14 ianuarie 1988 - 15 februarie 1989 a fost paroh al bisericilor din satele Pecești (raionul Rezina) și Scumpia (raionul Fălești). A fost numit apoi ca econom la Mănăstirea Căpriana, recent redeschisă. Începând din 21 august 1989 este numit ca inspector la Seminarul Teologic din Chișinău, deschis la mănăstirea sus-menționată și profesor de liturgică.
La 15 octombrie 1990 a fost numit ca paroh al Bisericii "Sf. Arhanghel Mihail" din orașul Rîbnița fără a fi eliberat din postul de inspector și profesor la Seminarul Teologic din Chișinău. În anul 1992, arhimandritul Marchel Mihăescu i s-a adresat public lui Igor Smirnov cu formula de „Excelența Sa, Președintele Republicii Moldovenești Nistrene”, în telegramele și scrisorile lui către liderul transnistrean din timpul războiului din 1992, publicate în revista separatiștilor „Râbnițki Metallurg”.
La data de 26 august 1992 arhiepiscopul Vladimir Cantarean al Chișinăului și întregii Moldove l-a numit pe arhimandritul Marchel Mihăescu în funcția de secretar al Vicariatului Arhiepiscopal din municipiul Bălți. De asemenea, el a participat la asaltul Episcopiei de Bălți din 14 septembrie 1992 a 20 de persoane înarmate aduse de la Rîbnița și conduse de Igor Haidukevici și Aleksandr Tomazenko, cu binecuvântarea IPS Vladimir și cu acordul liderilor separatiști de la Tiraspol . Scopul atacului reședinței episcopale era acela de a-l scoate de acolo pe PS Petru Păduraru, episcopul de Bălți. După alungarea episcopului Petru din reședința episcopală, PC Marchel s-a instalat acolo ca protopop al raionului Bălți din cadrul Eparhiei de Centru.
În anul 1997 el a absolvit cursurile Facultății de Drept din cadrul filialei Bălți a Universității de Administrație și Drept din Moscova.

## Episcop de Bălți și Fălești
În ședința Sinodului Bisericii Ortodoxe din Moldova din 12 iulie 2006, desfășurată în incinta Mănăstirii "Cuvioasa Parascheva" (Mănăstirea Hâncu), arhiereii moldoveni au luat decizia de a înființa Episcopia de Bălți și Fălești . Singurul episcop care s-a opus a fost PS Dorimedont Cecan de Edineț și Briceni, care a încercat să atragă atenția mitropolitului asupra unor fapte necreștinești ale protopopului de Bălți, dar episcopul Petru Musteață a intervenit și a afirmat că "el s-a pocăit și nu va mai repeta greșelile" .
La data de 6 octombrie 2006, în urma raportului mitropolitului Vladimir Cantarean, mitropolitul Chișinăului și al întregii Moldove, Sf. Sinod al Bisericii Ortodoxe Ruse a aprobat instituirea a două noi eparhii pe teritoriul Republicii Moldova: Episcopia de Ungheni și Nisporeni și Episcopia de Bălți și Fălești, pentru o mai bună organizare și desfășurare a activității Bisericii Ortodoxe din Moldova. Ca episcop de Bălți și Fălești a fost înaintat și acceptat arhimandritul Marchel Mihăescu, protopop de Bălți.. Noua Eparhie de Bălți și Fălești a inclus 84 de parohii din municipiul Bălți și din raioanele Glodeni, Sîngerei și Fălești, iar centrul eparhial a fost stabilit în orașul Bălți.
La 10 martie 2007, în biserica "Tuturor Sfinților care au proslăvit pământul Rusiei" din reședința patriarhală a Mănăstirii "Cuv. Daniil" din Moscova, Patriarhul Alexei al II-lea al Moscovei și al întregii Rusii a oficiat cinul de chemare (ipopsifiere) și anunțare a arhimandritului Marchel Mihăescu la treapta arhieriei pentru Eparhia de Bălți și Fălești.
La data de 11 martie 2007, în cea de-a treia Duminică a Postului Mare (a Sf. Cruci), în cadrul Sfintei și Dumnezeieștii Liturghii a Sf. Ierarh Vasile cel Mare în Catedrala Patriarhală Hristos Mântuitorul din Moscova, arhimandritul Marchel Mihăescu a fost hirotonit în treapta arhierească de episcop de Bălți și Fălești de către un impunător sobor de ierarhi și preoți ruși, în frunte cu Patriarhul Alexei al II-lea al Moscovei și al întregii Rusii. La acest eveniment au participat numeroși slujitori din cadrul noii episcopii, precum și Vasile Sturza, Ambasadorul Republicii Moldova la Moscova, Vasile Panciuc, primarul municipiului Bălți, Alexandru Gligor, președintele raionului Fălești și alți oaspeți din Moldova .
La 15 martie 2007 episcopul Marchel a fost instalat în scaunul episcopal de către mitropolitul Vladimir în Catedrala "Sf. Ierarh Nicolae" din Bălți, fiind prezenți protopopii, slujitorii, stareții și starețele de mănăstiri din cuprinsul Eparhiei de Bălți și Fălești. S-a celebrat un Te-Deum de mulțumire și s-a dat citire Decretului patriarhal de hirotonie și numire a PS Marchel în scaunul episcopal de la Bălți, precum și mesajului președintelui Republicii Moldova, Vladimir Voronin . A fost avansat în trepta de Arhiepiscop de Bălți și Fălești, de către întâistătătorul Bisericii Ortodoxe Ruse, Patriarhul Chiril I al Moscovei la 16 mai 2021.

## Contestatar al Mitropoliei Basarabiei
După ședința Sf. Sinod al Bisericii Ortodoxe Române din 22-24 octombrie 2007 prin care s-a hotărât reînființarea a trei eparhii care au aparținut Mitropoliei Autonome a Basarabiei (Episcopia de Bălți, Episcopia Basarabiei de Sud și Episcopia Ortodoxă a Dubăsarilor și a toată Transnistria), episcopul Marchel s-a aflat printre cei mai mari contestatari ai acestei decizii. El a convocat la data de 16 noiembrie 2007 o adunare eparhială cu participarea protopopilor, preoților și a reprezentanților consiliilor parohiale pentru a condamna ambițiile unor politicieni care "calcă chiar și peste cele mai prețioase valori ale neamului moldovenesc: suveranitatea, independența și integritatea țării" și pentru a-și exprima indignarea față de "amestecul obraznic și ignorant al părții române în teritoriul suveran și canonic al Mitropoliei Moldovei", față de "lipsa de stimă elementară pentru țara noastră Republica Moldova și pentru Biserica noastră..."
În opinia sa, "Hotărârea Sfântului Sinod din București afectează stabilitatea în zona Europei de Sud-Est, prezentând pretenții, la moment tăcute, asupra teritoriului mai multor state independente. Ca urmare, degradează relațiile popoarelor învecinate de veacuri, creând astfel atmosferă de neîncredere ce riscă să se transforme în ură... De aceea, protestăm împotriva amestecului românesc politico-bisericesc în problemele Republicii Moldova" .
Episcopul Marchel a făcut parte din delegația Patriarhiei Moscovei (condusă de mitropolitul Onufrie Berezovski) la întâlnirea cu delegații Patriarhiei Române, întâlnire care a avut loc la data de 22 noiembrie 2007, la Mănăstirea Troian din Bulgaria. Întâlnirea respectivă a avut loc ca urmare a reactivării de către Mitropolia Autonomă a Basarabiei a unor eparhii existente până în anul 1944, forțate să-și suspende activitatea odată cu ocuparea Basarabiei de către armata sovietică. Cele două delegații au convenit asupra necesității cooperării frățești și continuării dialogului atât pe plan local, între cele două Mitropolii existente în Republica Moldova, cât și între cele două Patriarhii ortodoxe surori care trebuie să ajute Ortodoxia din acest stat independent să-și dezvolte activitatea sa misionară și pastorală într-o vreme a secularizării și a proliferării sectelor .
Împreună cu fostul bașcan găgăuz Mihail Formuzal, IPS Marchel a fondat Mișcarea Populară Moldova Mare, care are scopul de a "apăra statalitatea moldovenească împotriva expansionismului românesc".

## Distincții
De-a lungul timpului, PS Marchel Mihăescu a fost decorat cu următoarele distincții: 
- Ordinul "Sf. Kneaz Vladimir" gradul III (1988)
- Ordinul "Sf. Serghei de Radinej" gradul III (1989)
- Ordinul "Sf. Kneaz Daniil" gradul III (1997)
- Ordinul "Sf. Paisie Velicicovski" gradul II (2002) - acordat de către mitropolitul Vladimir al Chișinăului și al întregii Moldove
- Ordinul "Meritul Civic" (2005) - conferit de către președintele Republicii Moldova, Vladimir Voronin - "pentru contribuție substanțială la renașterea valorilor morale și spirituale"

## Opiniile anti-românești ale lui Marchel Mihăescu

### Despre limba moldovenească
„Da, am propus ca pe site și în statutul BOM, unde limba de oficiere a slujbelor este româna, să fie schimbată în conformitate cu Constituția RM, în care e scris clar și răspicat că limba de stat a RM este moldoveneasca. Eu sunt părtaș al limbii moldovenești, o iubesc și sunt conștient de ceea ce afirm. (...) Nu sunt specialist în domeniul lingvistic, dar am trăit 48 de ani, fiind sigur că vorbesc moldovenește. Insistențele celor care vor să mă convingă că această limbă nu e moldovenească nu m-au convins. Limba este o stare a sufletului, iar mie sufletul-mi șoptește că-s moldovean și vorbesc moldovenește .”—PS Marchel Mihăescu

### Despre independența Republicii Moldova
„Uitați-vă la albanezii care au intrat pe nepoftite în Kosovo și rup această bucățică de pământ, dorind s-o aibă independentă, liberă și suverană, iar noi, recunoscuți de marea majoritate a statelor, vrem să ne lipsim de independență. Eu vreau să mă simt bine în țara mea și sunt sigur că suntem capabili să dirijăm acest pământ .”—PS Marchel Mihăescu